# گورستان علیرضاوندی ۱
قبرستان علیرضاوندی ۱ مربوط به سده‌های متاخر دوران‌های تاریخی پس از اسلام است و در شهرستان گیلانغرب، بخش مرکزی، دهستان حومه، ۷۰۰ متری جنوب روستای علیرضاوندی واقع شده و این اثر در تاریخ ۲۶ اسفند ۱۳۸۷ با شمارهٔ ثبت ۲۵۶۱۵ به‌عنوان یکی از آثار ملی ایران به ثبت رسیده است.